# Vic Mackey
Vic Mackey (títol original en anglès: The Shield) és una sèrie policíaca estatunidenca emesa per la FX Networks i altres televisions d'arreu del món. L'acció se situa al districte imaginari de Farmington de Los Angeles. La sèrie va ser creada per Shawn Ryan i The Barn Productions per la 20th Century Fox Television i la Sony Pictures Television (antigament Columbia TriStar Television). La sèrie ha guanyat un Emmy en la seva primera temporada i el seu protagonista Michael Chiklis ha guanyat un Emmy i un Globus d'Or al millor actor en el seu paper de Vic Mackey. La sèrie ha estat emesa per TVC i TVV.
Als Estats Units s'han emès 7 temporades. El 2008 TVC en va emetre la sisena.

## Sobre la sèrie
Vic Mackey tracta sobre una divisió experimental del Departament de Policia de Los Angeles situada en l'imaginari districte de Farmington. Aquest districte és una zona multiracial amb bandes de delinqüents i amb una elevada taxa de delinqüència. La comissaria se situa en una antiga església reconvertida i coneguda com "la granja".
La trama es basa en diferents membres de la comissaria, però sobretot en "l'equip d'assalt". Es tracta d'un grup especial anti-bandes format per quatre detectius amb uns mètodes tan efectius com il·legals. Liderats pel detectiu Vic Mackey, l'equip no dubta en l'ús de la violència, el robatori, l'extorsió i fins i tot l'assassinat per a fer la seva feina.
Les altres trames, que no deixen de creuar-se entre elles, ens mostren el dia a dia d'altres policies de Farmington. El capità David Aceveda, un ambiciós policia amb aspiracions polítiques, que arriba a regidor de l'ajuntament la quarta temporada. Els detectius Holland "Dutch" Wagenbach i Claudette Wyms, aquesta darrera serà capitana la cinquena temporada. Els agents Danielle "Danny" Sofer i Julien Lowe, que ens mostren el carrer des del punt de vista dels patrullers uniformats.

## El personatge
En Vic és el líder de l'equip d'assalt. Policia molt intel·ligent, violent i corrupte. No té problemes en utilitzar els mètodes que considera necessaris per aconseguir els seus objectius, incloent-hi el robatori, l'assassinat i l'extorsió. És totalment fidel als seus companys, es preocupa molt pels seus fills (té tres fills, dos d'ells autistes amb costosos tractaments) i protector d'aquells a qui considera innocents.

### Joventut
Se sap molt poc sobre la joventut d'en Vic, encara que una vegada va dir que el seu pare era un paleta. A cinquena temporada va dir al tinent Jon Kavanaugh que havia començat com a policia feia 14 anys, el que indicaria que va començar en algun moment entre 1991 i 1992. També, en un dels comentaris de DVD de la quarta temporada, en Michael Chiklis esmenta que els personatges principals es basen en els actors que els interpreten. Això significaria que en Vic Mackey ve de Boston. Hi ha hagut xerrades durant la sèrie que diuen que en Vic pot haver tingut una mica d'experiència militar, però no s'ha confirmat seriosament. Sembla, tanmateix, ser més enginyós que el detectiu mitjà.

### La moralitat
La moralitat d'en Vic Mackey és un exemple clàssic de dualisme. Mentre que vol tenir una sòlida posició com a home familiar, ha enganyat a la seva muller amb un cert nombre de dones (incloent-hi l'agent "Danny" Sofer). Ha jurat protegir la llei, tot i això regularment la trenca per a obtenir-ne un benefici professional i personal. La personalitat d'en Mackey es veu sovint com amoral o maquiavèl·lica, creient que "el fi justifica el mitjà."
Malgrat tot els delictes i actes immorals que ha comès, en Vic es considera irònicament "l'heroi". La seva brutalitat es dirigeix normalment als criminals perillosos que considera que han de merèixer el seu dur tractament i que ell mateix els ha d'aplicar. Fins i tot quan ell ha infringit la llei, ha estat sovint mentre resolia els delictes més seriosos. En el primer episodi de final de la primera temporada, en Vic acorralava un adolescent i l'amenaçava de plantar-hi cocaïna llevat que li digués qui va segrestar i assassinar dos policies.

### Crims
L'assassinat d'en Crowley
És el pitjor crim d'en Vic, l'assassinat del cinquè component de l'equip d'assalt, el detectiu Terry Crowley. L'havia enviat el capità Aceveda i el Departament de Justícia. Tenien sospites que l'equip d'assalt havia pactat amb el "senyor de la droga" Rondell Robinson. En Vic va ser avisat secretament pel sotscomissari Ben Gilroy.
Posteriorment l'equip d'assalt va haver d'anar a buscar en "Two time", un altre "senyor de la droga". En Vic, Shane i Crowley van fer l'assalt. Mentre en Two time era al bany, en Vic i en Shane van matar-lo. Just després en Crowley va entrar a l'habitació, en Vic va entrar al bany, agafà la pistola d'en Two time i va matar en Crowley, simulant que era el delinqüent qui l'havia mort. Tot i això l'Aceveda sempre ha tingut la certesa que va ser en Vic qui va matar en Crowley.
Aquest crim passarà factura posteriorment a l'equip d'assalt. A la cinquena temporada el Tinent Kavanaugh, d'afers interns, vol enviar a en Vic a la presó per aquest crim. Serà un malson per a tot l'equip, perquè tant si volen com si no tots els membres es veuran immersos en la lluita. A poc a poc la disputa s'anirà fent més dura. La pressió sobre en Vic serà insofrible. En Kanavaugh per forçar-lo vol enviar en Lem a la presó junt amb uns delinqüents que ha detingut i que el mataran dintre de la presó. En Vic respondrà deixant en Kanavaugh en evidència davant de la cúpula policíaca i anant-se al llit amb l'ex-dona d'en Kanavaugh. En Kanavaugh s'ho prendrà com una cosa personal, i falsificarà proves i forçarà testimonis. Finalment tot acabarà amb la mort d'en Lem per part d'en Shane i amb en Kanavaugh a la presó per falsificar proves.
Però no serà el final. La mort d'en Lem farà que la relació entre en Vic i en Shane passi de l'amor a l'odi, enfrontant-los totalment.
Assassinats
Els assassinats comesos per en Vic són nombrosos i molt variats, arribant al voltant de la desena. Va des de "senyors de la droga", mafiosos armenis, membres de bandes salvadorenques (va matar en Guardo Lima, pensant que era l'assassí d'en Lem, després d'aplicar-li una brutal tortura; i va deixar dos membres de la banda a mans de la banda mexicana perquè es vengessin d'ells apallissant-los fins a la mort), va deixar abandonat fins que va morir a un membre de la banda de color One-Niners, ...
Tortura
En Vic ha torturat pedòfils, membres de la màfia russa i armènia, "senyors de la droga", delinqüents per tal d'obtenir informació, membres de bandes mexicana i salvadorenca, ...
Robatoris
L'equip d'assalt ha arribat a robar alguna prova amb la finalitat que anessin a la presó els veritables culpables.
També han robat gran quantitat de diners en robatoris, extorsions, arrestos, ... La quantitat es valora en milers de dòlars. De totes maneres el cop més gran el van assestar a la màfia armènia, robant-li un carregament que anava en un tren, amb una quantitat realment alta de diners. Eren els beneficis de la màfia de sis mesos.

## Altres personatges

### La Granja
La comissaria del districte de Farmington és coneguda com "la granja" i està ubicada en una antiga església. Aquest atractiu edifici de dues plantes podria considerar-se com un actor més de la sèrie. Al seu interior hi trobem:
- Les cel·les, situades a la vista de tota la comissaria.
- Les taules, on treballen tots els agents, que no té cap envà.
- La sala privada de l'equip d'assalt, on planegen els seus moviments. Durant la cinquena temporada els treuen les portes, les tornen a posar en la sisena temporada.
- Els vestidors.
- Les màquines de begudes, al costat dels vestidors.
- Les sales d'interrogatori, situades al pis superior, on les càmeres de vídeo es connecten i desconnecten a la voluntat de qui realitza l'interrogatori.
- El despatx del capità, situat al pis superior on moltes vegades es fa més política que altra cosa i on es pot veure i sentir mitjançant un televisor la sala d'interrogatoris.

### L'Equip d'assalt
Grup policíac d'elit destinat a la lluita contra les bandes criminals al districte de Farmington. Format en un origen per quatre detectius, encara que s'incorporaran altres agents. Des d'un principi l'equip es veurà sotmès a molta pressió per part de la cúpula de la policía, que li exigirà resultats immediats. Això fa que l'equip prengui alguna "drecera" en la resolució d'alguns casos. Aquestes "dreceres", que inicialment eren puntuals, s'acabarà convertint en el mètode favorit de l'equip. Aquest fet desembocarà en corrupció, robatoris, extorsió, assassinats, ... A partir de la quarta temporada l'equip pretén ajustar-se a la llei en les seves actuacions.
- Vic Mackey (Michael Chiklis): Líder de l'equip d'assalt.
- Shane Vendrell (Walton Goggins): Amic i mà dreta d'en Vic. Pretén emular-lo, però li manca intel·ligència. La seva falta de control i bogeries provocaran que l'equip es vegi en situacions complicades que haurà de resoldre en Vic. Al darrer capítol de la cinquena temporada va assassinar en Lem, perquè va considerar que els ha traït. Això generarà un conflicte entre ell i en Vic a la sisena temporada.
- Curtis "Lem" Lemansky (Kenny Johnson): També conegut com a en "Lemonhead". Moltes vegades és la consciència de l'equip. A la cinquena temporada l'equip és investigat pel departament d'assumptes interns. Davant la pressió en Lem arriba a un acord que implica que ell anirà a la presó però no ningú més de l'equip. En Shane creu que els ha traït, que l'acord és que en Lem no va a la presó delatant a la resta de l'equip, i l'assassina amb una granada.
- Ronnie Gardocki (David Rees Snell) : Especialista en temes electrònics. Sempre està al costat d'en Vic, inclús als pitjors moments. Armadillo, cap dels "Torucos" li va cremar la galta com a venjança per en Vic. A la sisena temporada serà la persona que ajudarà a en Vic a resoldre qui va matar a en Lem.

### Altres membres de l'equip d'assalt
- Detectiu Terry Crowley (Reed Diamond) (Episodis 1.01, 1.02, 2.22): Detectiu infiltrat en l'equip d'assalt pel capità Aceveda i el departament de justícia. La seva missió era recollir informació de les activitats il·legals de l'equip d'assalt. En Vic és alertat per en Ben Gilroy, un contacte a la cúpula de la policía. En Vic i en Shane maten a en Crowley en una batuda. La versió oficial és que l'autor és un traficant que després van abatre en Vic i en Shane. El capità Aceveda creu que en Vic va matar en Crowley, però no ho pot demostrar.
- Detectiu Tavon Garris (Brian White) (Temporades 2-3): Detectiu de color, és incorporat a l'equip pel capità Aceveda per una política d'integració dels policies de color i per millorar la relació de l'equip en un barri multiracial. La seva relació amb en Vic és força bona, però no amb en Shane, amb qui es baralla. En Shane el deix malferit i li provoca un accident de cotxe amb el que està uns dies en coma. Després abandonarà l'equip.
- Detectiu Armando "Army" Renta (Michael Peña) (Temporada 4): Company d'en Shane a antivici. Entra en l'equip en substitució d'en Shane, que abandona l'equip al final de la tercera temporada després d'una forta discussió amb en Vic pels diners de l'assalt al tren dels armenis. L'Army és còmplice amb en Shane amb els tripijocs amb l'Antown Mitchell, cap de la banda dels "Nineteens". Quan en Shane li demana ajut a en Vic per anar contra l'Antwon l'equip es torna a unir. Però l'Army és incapaç d'integrar-se i el deix davant l'amenaça d'haver de passar pel detector de mentides.
- Detectiu Kevin Hiatt (Alex O'Loughlin): Una de les darreres incorporacions a l'equip. Reemplaça a en Lem. Al seu ingrés és nomenat cap de l'equip. L'objectiu de la cúpula de la policía és substituir a en Vic, donant-li la jubilació avançada. Quan en Hiatt entra a l'equip a en Vic només li queden uns quinze dies. Tot això no li senta bé a en Vic, però col·laborarà amb en Hiatt (i també aprofitarà per moure fils per no haver de plegar)
- Agent Julien Lowe (Michael Jace): Agent novell tutelat per la "Danny" Sofer. Profundament religiós i amb un gran conflicte, perquè és homosexual, però les seves profundes conviccions religioses li impedeixen acceptar-ho. A la cinquena temporada, quan ja és un policia experimentat, actua com a tutor de l'agent Tina Hanlon. Per ell no és una bona agent, però gràcies a en Dutch no plegarà. A la sisena temporada la capitana Wyms l'incorpora a l'equip perquè li ajudi a controlar-lo.

### Altres policies: detectius i comandaments
- Detectiu Holland "Dutch" Wagenbach (Jay Karnes): Detectiu obsessionat amb els assassins en sèrie. Té una gran ment analítica per a la seva feina. Moltes vegades rep burles pels seus fracassos emocionals, sobretot per part d'en Vic, encara que al final tindrà una relació sentimental amb l'ex-dona del darrer durant la cinquena temporada. Quan la capitana Rawling és destituïda rep la proposta de ser el nou capità en funcions. La rebutja doncs pensa que la cúpula policíaca busca un home de palla per poder-lo manipular.
- Detectiu/capitana Claudette Wyms (CCH Pounder): Pateix lupus. Companya d'en "Dutch" durant les cinc primeres temporades, fins que és ascendida a capitana de la comissaria. Eficaç i honesta creu que les coses a Farmington es poden fer millor. Durant la tercera temporada es postula com a successora del capità Aceveda, però la seva integritat la farà enfrontar-se a la fiscalia per uns casos que es donaven per tancats. Això, a part d'impedir-li l'ascens, la situa en una posició complicada durant un cert temps. Finalment és ascendida a capitana al final de la cinquena temporada, en substitució de l'Steve Billings.
- Capità/regidor David Aceveda (Benito Martinez): És el primer capità que té la granja i ho serà durant les tres primeres temporades. Des d'un inici s'enfronta amb en Vic i els seus mètodes. En un inici l'intentarà fer fora, però posteriorment les seves ambicions polítiques el faran pactar amb en Vic per beneficiar-se dels èxits policíacs de l'equip d'assalt. En la quarta temporada és escollit regidor de l'ajuntament de Los Angeles.
- Capitana Monica Rawling (Glenn Close): Substitueix a l'Aceveda i és la capitana de la comissaria durant la quarta temporada. A diferència de l'Aceveda s'entén bé amb en Vic, que està intentant rehabilitar-se com a policia. Li dona una oportunitat d'esmenar les seves errades passades posant-lo al front de la lluita contra les bandes de Farmington. És la principal impulsora d'un ambiciós pla consistent en expropiar els béns que es demostri que han estat obtinguts amb diners procedent de delictes. Aquesta política tan agressiva l'enemistarà amb el regidor Aceveda i els veïns de Farmington. Malgrat els resultats positius del seu pla, acabarà essent destituïda.
- Tinent Jon Kavanaugh (Forest Whitaker): Tinent d'Assumptes Interns que durant la cinquena temporada estarà obsessionat a detenir als membres de l'equip d'assalt, en especial en Vic. Exercirà una gran pressió sobre l'equip, que obligarà a en Vic a utilitzar tota la seva astúcia per a salvar-se. Finalment en Kanavaugh trobarà proves, forçant a una testimoni, del robatori per part d'en Lem d'un quilogram d'heroïna d'un traficant. En Vic pactarà amb l'Antwon Mitchell la seguretat d'en Lem dintre de la presó. El pacte es trencarà i, davant de la certesa que en Lem correrà perill dintre de la presó, en Kanavaugh farà creure als altres membres de l'equip que en Lem els trairà per garantir la immunitat davant la justícia. Així en Shane l'assassinarà amb una granada sense que en Vic ni en Ronnie ho sàpiguen. Amb la mort d'en Lem en Kanavaugh es queda sense res per acusar en Vic. Amb la seva follia per encarcerar en Vic, falsificarà proves i manipularà testimonis. La Wyms i en Dutch ho veuran i en Kanavaugh acabarà a la presó a la sisena temporada.
- Detectiu/capità en funcions Steve Billings (David Marciano): Detectiu no excessivament brillant que es converteix en capità en funcions després de la destitució de la capitana Rawling. El seu mandat a Farmington és bastant desastrós i les seves aspiracions de quedar-se es trenquen quan la Wyms és ascendida a capitana al final de la cinquena temporada. Durant el seu mandat instal·la màquines de begudes de la seva propietat, cosa que és delicte. Aquest fet l'aprofitarà en Dutch quan se n'assabenti.
- Sotscomissari Ben Gilroy (John Diehl): Amic i protector d'en Vic, perquè es beneficia dels seus èxits policíacs. És qui avisa en Vic que en Crowley és un infiltrat. Posteriorment es descobrirà que està implicat en temes de corrupció urbanística, assumpte que l'enemistarà amb en Vic, al que ha de trair per salvar-se. Finalment en Vic l'ajuda a fugir a Mèxic per evitar la presó, però morirà abandonat i alcoholitzat en aquell país.
- Detectiu Waylon Burke (Gareth Williams): Lidera una brigada especialista en les infiltracions. Arriben a la granja a la tercera temporada i queden, junt amb l'equip d'assalt, sota les ordres de la Claudette. L'equip d'assalt s'hi veurà obligat a compartir la seva sala i cedir protagonisme. Això comportarà una certa rivalitat amistosa entre els dos equips. Finalment en Waylon s'enfrontarà amb la Claudette quan per un error d'ella un dels membres de l'equip està a punt de morir. Pacta amb en Vic perquè l'ajudi a deixar la Granja.

### Altres policies: agents
- Agent/Sargent Danielle "Danny" Sofer (Catherine Dent): És una patrullera experimentada que arriba a sergent a la sisena temporada (estava en baixa per maternitat però hi va haver de renunciar o el seu ascens l'hauria ocupat un altre). Manté una relació d'amor-odi amb en Vic, per les activitats poc clares del darrer. Tot i això si va relacionar sentimentalment, essent un dels motius del divorci del darrer. A la cinquena temporada té un fill amb ell. La Danny decideix que el pujarà ella sola, amb el que mai diu qui és el pare ni hi implica en Vic. El té a la sisena temporada i li posa de nom Lee.
- Agent Julien Lowe (Michael Jace): Reviseu l'apartat "d'altres membres de l'equip d'assalt"
- Agent Tina Hanlon (Paula Garces): Jove i inexperta serà durament supervisada per en Lowe i represa de vegades per la Danny. De fet de vegades serà més un enfrontament entre elles que altra cosa. És una persona atractiva, el que farà que els altres membres de la comissaria no la valorin. Sembla que només en Dutch està de la seva part, encara que ell si sent atret (però ella el rebutjarà). A la sisena temporada és fitxada per la cúpula policíaca com a relacions públiques de la policia, que ella acceptarà sobretot perquè la Danny li fa la vida impossible.

### Familiars i amics
- Corrine Mackey (Cathy Cahlin Ryan): Ex-dona d'en Vic.
- Cassidy Mackey (Autumn Chiklis): Filla menor d'en Vic i la Corrine. L'única que no és autista
- Matthew i Megan Mackey (Joel Rosenthal i Jack Webber): Fills petits d'en Vic i la Corrine. Els dos són autistes, amb el que necessitaran tractaments molt cars. Això forçarà a en Vic a fer accions poc ètiques.
- Joe Clark (Carl Weathers): Ex-policia, antic company i mentor d'en Vic. Va ser expulsat de la policia i va perdre la seva família i la seva pensió. Representa el futur que no vol en Vic. En un parell d'episodis li demanarà ajut a en Vic per resoldre temes espinosos.
- Mara Sewell/Vendrell (Michele Hicks): Dona d'en Shane. Des d'un principi no accepta la relació entre el seu marit i en Vic, amb qui s'hi enfrontarà algunes vegades.
- Aurora Aceveda (Camillia Sanes): Dona de n'Aceveda. És el seu gran suport en la carrera política.

## Comentaris
- El departament de policia de Los Angeles no desitjava veure's retratat amb uns personatges corruptes i violents. Així doncs els policies tenen una placa diferent (en forma d'escut, quan l'autèntica té forma oval) i la porten en un lloc diferent (a l'espatlla dreta en lloc de l'esquerra).
- El districte de Farmington no existeix. Se suposa que està basat en el districte de "El Salado".
- Cathy Cahlin Ryan (Corrine Mackey) és en realitat l'esposa del creador de la sèrie Shawn Ryan.
- Autum Chiklis (Cassidy Mackey) és en realitat filla d'en Michael Chiklis (Vic Mackey).
- Els personatges d'en Ronnie i en Lem no formaven part de la sèrie en un origen. En Lem va ser creat especialment per en Kenny Johnson després que fes una prova pel personatge de Terry Crowley. Per la seva part en David Rees Snell, que era amic del creador de la sèrie, Shawn Ryan, va participar com un membre més de l'equip d'assalt en l'episodi pilot. Quan FX Networks va aprovar la sèrie, va rebre el paper d'en Ronnie.
- En un principi el personatge de Claudette Wyms havia de ser un home (Charles Wyms) però CCH Pounder, després de llegir el guió, va suggerir que el personatge fos una dona. Els guionistes van acceptar.